# Regina Lund
Regina Charlotta Theodora Lund, född 17 juli 1967 i Vasa i Finland (men folkbokförd i Farsta församling i Stockholm där modern då var skriven), är en svensk skådespelare, sångare, låtskrivare, poet och författare.

## Biografi
Regina Lund är dotter till regissören Christian Lund och skådespelaren och dansaren Sonja Lund, född Karlsson. Regina Lund föddes i Vasa i Finland, där föräldrarna var verksamma på teatern vid den tiden. Hon växte till stor del upp hos sina farföräldrar advokaten Wiggo Lund och bibliotekarien Brita Wahlquist i Gävle.
Hon tävlade på elitnivå i gymnastik 1975–1979 för GGF (Gefle Gymnastik Förening) och vann en guldmedalj i 70-iaden Gästrikland/Hälsingland. Dessutom dansade hon, sjöng och spelade musikal och fars i Gävle Musikteater under uppväxtåren och var även lärare i jazzdans. 1984–1985 var hon utbytesstudent på high school i Salt Lake City i Utah, USA. Hon tog danslektioner på Pineapple Dance Studios i London 1988 och studerade vid Teater- och operahögskolan i Göteborg 1989–1992. Under tiden på scenskolan bytte hon tilltalsnamn från Lotta till Regina.
I bland annat Gävle medverkade Lund i barnteater och var 1977 med i det omtalade Tältprojektet tillsammans med sin mamma. Hon filmdebuterade som 11-åring i en stum roll i TV-filmen Den nya människan (1979) regisserad av hennes far. Hon slog igenom för den stora publiken som radiorösten Laila Klang, hemmafru från Tierp, i radioprogrammet Klang & Co 1993 och som sekreteraren Mona i TV-serien Rederiet 1994, 1995 och 2001. År 1995 belönades hon med privatteatrarnas pris Guldmasken som Bästa kvinnliga skådespelare i musikal, för sin rollprestation i I hetaste laget och nominerades till en Guldbagge för sin roll i filmen Sjön (1999).
2004 sommarpratade hon i Sveriges Radio P1. Hon tävlade i Melodifestivalen 2007. Hon har läst in Jeanette Wintersons roman Fyrväktaren (2006) som ljudbok och lånat ut sin röst till flodhästen Gloria i den animerade filmen  Madagaskar (2005) och April Ryan i spelet The Longest Journey (svensk titel: Den längsta resan). Vidare har hon medverkat i underhållningsprogrammen Hjälp! Jag är med i en japansk tv-show 2010 och i Fångarna på fortet 2011.
Regina Lund har en son, född 1999. Hon var gift med skådespelaren Jonas Malmsjö 2000–2002 och var bosatt i Köpenhamn 2006–2008.

### Engagemang och andlighet
Regina Lund har under många år aktivt engagerat sig i till exempel Amnesty International och Röda Korset och ofta tagit del i samhällsdebatten. Hon har hållit ett antal fredstal. I Malmö 2008 höll hon tal vid 60-årsfirandet för FN:s deklaration om de mänskliga rättigheterna. Lund höll även ett tal utanför Riksdagen för Djurens Rätt 2008. Samma år höll hon dessutom ett tal på Sergels Torg under Tibetveckan som uppmanade till fred i Kina-/Tibetkonflikten. Hon har i flera år varit vegetarian och nykterist.
Hon har sedan barndomen ett starkt andligt intresse och har under flera år parallellt också arbetat som clairvoyant, clairsentient, clairaudient, andlig vägledare, tarotläsare och helare/medium, vilket emellanåt väckt viss uppmärksamhet. Hon har både med sitt konstnärskap och som person flera gånger väckt starka känslor och reaktioner i massmedia, senast när hon förutspått att sångerskan Sanna Nielsen skulle bli gravid under 2019.

## Konstnärlig verksamhet

### Film och television
Efter ett antal TV-produktioner långfilmsdebuterade Regina Lund i Björn Runges Harry & Sonja (1996) där hon spelade badvakt mot Stellan Skarsgård. Hon gjorde huvudrollen i Hans Åke Gabrielssons thriller Sjön (1999). Filmen följdes av roller i till exempel Hassel – Förgörarna (2000) och samma år i Susanne Biers film Livet är en schlager som schlagersångerska. 2004 gjorde hon huvudrollen som Stella Måne i den omdiskuterade sexualupplysningsfilmen Kärlekens språk. Hon medverkade i  Göta kanal 2 – kanalkampen (2006). 2009 spelade hon en av huvudrollerna i den tyska filmen Gellert – Game Over. Filmen innehåller fem låtar från hennes album Everybody’s Darling och hennes karaktär Una framför fyra av sångerna live i filmen. Samma år medverkade hon även i Dear Alice och Alexander Mobergs ungdomsfilm Klara. 2011 fick Lund en roll i För kärleken i regi av Othman Karim. Regina Lund har huvudrollen i Hans Montelius svensk-amerikanska romantiska komedi How To Seduce Your Neighbor (2012).
Efter debuten i Den nya människan (1979) har hon medverkat i ett stort antal TV-produktioner. Hon har till exempel haft roller i Missförstå mig rätt (1991), Det uppdämda hatets bottenlösa bassänger (1993) och i Kjell Sundvalls Du bestämmer (1993). Förutom genombrottet i Rederiet som Mona Kjellgren har Regina Lund bland annat gjort stora och hyllade roller som poliseleven Ulrika Hoxell i TV-serierna Aspiranterna (1998) och som Tuula i Lars Molins Ivar Kreuger (1998). 2003 gjorde hon den kvinnliga huvudrollen i Solisterna och medverkade i avsnittet Wallander – Luftslottet (2006). 2009 gjorde hon en roll i den tyska TV-filmen The Inspector And The Sea – Dark Angel. Filmen är baserad på Mari Jungstedts deckare Den mörka ängeln (2008).
Hon har medverkat i kortfilmer som t.ex. Jenny ger igen (2009) och Mammas pojke (2010). Den senare, i regi av Hans Montelius, visades på filmfestivalen i Cannes 2011.

### Musik
Lund har sjungit och skrivit musik och dikter sedan 12 års ålder. Lund debuterade som skivartist 1997 på Johan Norbergs album 5 Hours 4 Months And A Day (EMI). Samarbetet fortsatte på Regina Lunds två första album under eget namn Unique (Warner, 1997) och Year Zero (Warner, 2000). Johan Norberg producerade skivorna och är dessutom medkompositör till de flesta av låtarna. Musiken är gitarrbaserad lågmäld i singer-songwriter-tradition med poetiska texter. Framförallt Unique blev en stor framgång både kritiker- och försäljningsmässigt, skivan gavs även ut i Japan med två bonusspår. Sången Miss You från Unique användes i Simon Stahos danska film Villospår (1998) med bland andra Mads Mikkelsen i en av rollerna. Från båda skivorna släpptes flera singlar, bland andra Mr Jones, Unique och Silent Green. Den sällsynta promosingeln Miss Colourful (Warner, 2000) innehåller Lunds tolkning av Wendy Chamlins Johnny’s Having A Breakdown.
Hennes tredje album Everybody’s Darling var egenfinansierat och gavs ut på Regina Records, 2004. Leif Sundin är tillsammans med Regina Lund medproducent och medkompositör till flera av låtarna. Från CD:n släpptes singlarna Courage och Too Small. Albumet återutgavs 2009 med titeln Dare (King Ink) och 2010 med titeln Return (Vicisolum) och släpptes då även i Europa, USA och Kanada. Den senare utgåvan innehåller tre nya spår, bland andra singeln All Over My Body, och endast 11 av den ursprungliga utgåvans 18 låtar. 2009 gjordes en video på Bartender (remixad version), som är en av låtarna från albumet. 2014 gavs skivan ut även digitalt under ursprungsnamnet "Everybodys Darling act 1 & 2" (Regina Records/Cramada).
2006 kom diktskivan Förlåt! Nej, jag menar aj. (Cramada/Lionheart International), som övervägande innehåller ljudsatta texter från hennes diktsamling med samma namn. Skivan är producerad av Joakim Thåström. 2011 kom albumet Living In Airports (Vicisolum), som producerades i samarbete med James Cartriers. Från skivan hämtas singeln med samma namn, Living In Airports.
2013 släpptes Regina Lunds sjätte studioalbum "Breathe" (Regina Records/Cramada) följt av singlarna "Trust" och "Breathe" med remixer av DJ Baba. Även den svenska 4-spårs EP:n "Kom kom dansa" (Regina Records/Cramada) släpptes under hösten, innehållandes tre låtar nyskrivna låtar på svenska samt Noice-covern "En kväll i tunnelbanan". Regina Lund har tillsammans med Christian Berglin projektet Sunshine Super Monn som släppte EP:n  "Sunshine Super Moon" (Regina Records/Cramada) i november 2013.
2014 släpptes Regina Lund en liveskiva "Live in Sweden" (Regina Records/Cramada) som är inspelad på ett utsålt Klubb Kaliber i Mariestad tillsammans med hennes band (Ulf Rockis Ivarsson, Hux Flux Nettermalm och Richard Öhrn).

#### På samlingsalbum
Regina Lund finns utgiven i flera olika sammanhang. Hon medverkar till exempel på hyllningsskivorna Den flygande holländaren 2 (1998), Nationalsånger (2002) och Nils Ferlin (2004). Hon återfinns på soundtracket till Livet är en schlager (2000) och musikalen GG (2003). Hennes låt Rainbow Star, som Regina Lund tävlade med i Melodifestivalen 2007 ingår på albumet för Melodifestivalen 2007. Hon sjunger duetter på Lars Carlsohns singel Önska (2003) och Fredrik Swahns album Ut i livet (2009). Lund samarbetade 2004 med Pelle Händén i musikprojektet Universal Intercourse, som ännu inte släppts på skiva. Lunds låtar är förlagda hos Regina Says/Good Songs Publishing/Cramada.

### Teater, musikaler, framträdanden
Lund debuterade på scenen som Curleys fru i John Steinbecks Möss och människor på Malmö Stadsteater 1991 och har spelat i ett flertal uppsättningar i Sverige och Danmark. Hon gestaltade Ofelia i Jan Bergmans uppsättning av Hamlet på Riksteatern, Stockholm 1992. Samma år gjorde hon Beth i Sam Shepards Den innersta lögnen. Året efter spelade Regina Lund i musikalen I hetaste laget på Cirkus i Stockholm i Marilyn Monroes kända filmroll som Sugar Cane. (Bilder från den perioden finns i fotoboken Gör Om Mig : Michael Bindefelds A-Ö, 1998). 1993-1994 gestaltade hon Abigail i Arthur Millers Häxjakten på Göteborgs Stadsteater.
1995 satte hon upp sin egen enmansföreställning Moder Svea – Ett äkta svenskt självmord, en satir om den svenska så kallade jantelagen. Förutom i Stockholm, visades Moder Svea även i ett nedlagt kloster i Mexico City. Till föreställningens affisch användes en utmanande bild (publicerad i fotoboken New York Girls, 1995), som den amerikanske undergroundfotografen och filmaren Richard Kern tagit på henne.
1996 spelade hon Lola, Marlene Dietrichs klassiska rollfigur, i Blå ängeln. En roll i Censorn, Göteborgs Stadsteater 2001. (Föreställningen innehöll låten This Is My Shield från hennes album Everybodys Darling.) Lund spelade Jelena i Thommy Berggrens uppsättning av Onkel Vanja på Stockholms stadsteater 2002 och samma år spelade hon där Greta Garbo i GG : En Musikal Om Greta Och Gilbert. Hon medverkade 2003 i musikalen Victor/Victoria, tillsammans med Jan Malmsjö, Jakob Eklund och Sofie Lindberg i regi av Anders Aldgård, på Oscarsteatern i Stockholm. 2008 spelade hon i ännu en uppsättning av Hamlet; denna gång i rollen som Drottningen på Häringe slott. Hon medverkade 2009 i en uppsättning av Gertrude Steins What Happened i Köpenhamn. Hon turnerade Sverige runt 2010 med Ray Cooneys fars Liket som visste för mycket. Hon spelade på Helsingborgs stadsteater i urpremiären av musikalen Nils Holgerssons underbara resa hösten 2012 och i Min fru går igen av Noël Coward våren 2014. Regina Lund har under åren genomgående fått bra kritik för sina insatser på scenen.
Regina Lund hade huvudrollen i farsen Casanova sökes på Sagateatern i Linköping med premiär 30 december 2014.

### Radio
Hon gjorde ett omtalat och delvis kritiserat framträdande i radioprogrammet Sommar i Sveriges Radio P1 den 23 juli 2004, där hon istället för att som brukligt är spela sina favoritlåtar, spelade musik från sin kommande skiva Everybody's Darling.

### Författarskap
2005 gav hon ut Förlåt! Nej, jag menar aj : Samlade Dikter 1990–2005 (Koala Press/Modernista). Boken innehåller hennes samlade dikter och låttexter. Nothing But The Veil (King Ink) släpptes 2009 och är utgiven på engelska. Det är en bok om försoning och fred, skriven tillsammans med hennes döde far Christian Lund genom olika former av mediala kontakter. Där berättar hon också om sorger och glädjeämnen på hennes livs resa, familjeproblem, den allt starkare inriktningen på att leva ett andligt, hälsomedvetet liv för att bidra till att skapa en bättre värld och personlig inre frid. En utökad version av boken finns tillgänglig på nätet, inläst som ljudbok av henne själv.

## Teater

### Roller (ej komplett)
| År   | Roll             | Produktion                                                                       | Regi                           | Teater                   |
| ---- | ---------------- | -------------------------------------------------------------------------------- | ------------------------------ | ------------------------ |
| 1992 | Ofelia           | Hamlet William Shakespeare                                                       | Jan Bergman                    | Riksteatern              |
| 1993 | Abigail          | Häxjakten Arthur Miller                                                          | Björn Melander                 | Göteborgs stadsteater    |
| 1994 | Sugar            | I hetaste laget Peter Stone, Jule Styne och Bob Merrill                          | Bo Hermansson                  | Cirkus, Stockholm        |
| 1995 |                  | Moder Svea – ett äkta svenskt självmord Regina Lund                              | (enmansföreställning)          |                          |
| 2002 | Jelena           | Morbror Vanja Anton Tjechov                                                      | Thommy Berggren                | Stockholms stadsteater   |
| 2003 | Greta Garbo      | GG                                                                               |                                | Stockholms Stadsteater   |
| 2003 | Victoria Grant   | Victor/Victoria Blake Edwards, Leslie Bricusse, Henry Mancini och Frank Wildhorn | Anders Aldgård                 | Oscarsteatern            |
| 2005 | Mamman Nicci     | Artisten - Nacka Skoglund Story Ulf Larsson                                      | Ulf Larsson                    | Nya Casinoteatern        |
| 2007 |                  | Demonernas port Akutagawa Ryunosuke                                              | Bogdan Szyber och Carina Reich | Malmö stadsteater        |
| 2008 | Mrs Lyons        | Blodsbröder                                                                      |                                |                          |
| 2010 | Maria Nylén      | Liket som visste för mycket                                                      |                                | (Dröse & Norberg)        |
| 2012 | Gåsen Akka       | Nils Holgerssons underbara resa Selma Lagerlöf                                   |                                |                          |
| 2014 | Elvira Condomine | Min fru går igen Noël Coward                                                     | Geir Sveaass                   | Helsingborgs stadsteater |

## Filmografi
- 1971 – Badjävlar
- 1979 – Den nya människan
- 1986 – Studierektorns sista strid (TV-serie)
- 1989 – Kronvittnet (TV-serie)
- 1991 – Midsommar (TV-film)
- 1991 – Brutal-TV (TV-serie)
- 1992 – Kvällspressen (TV-serie)
- 1994 – SWIP (TV-serie)
- 1994-95/ 2001 – Rederiet (TV-serie)
- 1993 – Det uppdämda hatets bottenlösa bassänger (TV-film)
- 1993 – Pariserhjulet
- 1994 – Fallet Paragon (TV-serie)
- 1995 – Buljong
- 1995 – Rena rama Rolf (TV-serie)
- 1996 – Anna Holt (TV-serie)
- 1996 – Lögn
- 1996 – Euroboy (kortfilm)
- 1996 – Harry & Sonja
- 1997 – Sjukan (TV-serie)
- 1998 – Teater (kortfilm)
- 1998 – Ivar Kreuger (TV-serie)
- 1998 – Aspiranterna (TV-serie)
- 1999 – Nya lögner
- 1999 – Den längsta resan (röst i datorspel)
- 1999 – Sjön
- 2000 – Hassel – Förgörarna
- 2000 – Livet är en schlager
- 2003 – Solisterna (TV-serie)
- 2004 – Kärlekens språk
- 2004 – Hollywood (kortfilm)
- 2005 – Wallander – Luftslottet
- 2005 – Göta kanal 2 – kanalkampen
- 2005 – Madagaskar (röst)
- 2006 – Isabella (TV-serie)
- 2008 – Madagaskar 2 (röst)
- 2008 – Gud, lukt och henne
- 2008 – Jenny ger igen (kortfilm)
- 2009 – Kommissarien och havet - Den mörka ängeln (TV-serie)
- 2010 – Klara
- 2010 – För kärleken
- 2010 – Mammas pojke
- 2012 – Madagaskar 3 (röst)
- 2017–2018 – Stjärnorna på slottet (TV-serie)
- 2018 – Bonusfamiljen (TV-serie)
- 2019 – Farmen VIP (TV-serie)
- 2019 – Gösta (TV-serie)

## Diskografi

### Album
- 1997 – Unique
- 2000 – Year Zero
- 2004 – Everybody's Darling
- 2006 – Förlåt! Nej, jag menar aj.
- 2009 – Dare
- 2011 – Living In Airports
- 2013 – Breathe
- 2014 – Everybody's Darling, act I (re-release av Everybody's Darling 2004)
- 2014 – Everybody's Darling, act II (re-release av Everybody's Darling 2004)
- 2014 – Live in Sweden
- 2014 – Maunder Minimum (as Astral Dance w/ Pelle Händén)
- 2017 – Winter is Coming

### Singlar
- 1997 – Unique / One Day Jesus
- 1998 – Silent Green (inh. Stonebridge Radio Version, Red Mecca Remix, StoneBridge Full Version, Album Version)
- 2000 – Miss Colourful (inh. Miss Colourful, Johnny's Having a Breakdown)
- 2003 – Önska (Carlsohn feat. Regina Lund) (inh. Radiomix, Orkestermix, Klubbmix, Musikvideo)
- 2004 – Too Small
- 2007 – Rainbow star (inh. Radio Version, Oscar Holter Remix, Karaoke Version)
- 2009 – On the Waterfront (w/ Raymond Watts)
- 2010 – All over my body (w/ Conny Bloom)
- 2011 – In the atmosphere
- 2011 – Living in Aiports
- 2011 – Starlight (w/Mmadcatz)
- 2013 – Kom kom dansa
- 2013 – Sunshine Super Moon (w.Christian Berglin)
- 2014 – Trust
- 2014 – Breathe
- 2014 – Scandinavian Rain
- 2015 – O helga Natt (featuring and produced by Richard Öhrn)
- 2016 – Tid
- 2016 – För mig finns bara du
- 2016 – Tid (Remix EP)
- 2016 – God Rest You Merry Gentlemen
- 2017 – Haters Will Hate
- 2017 – Gracias A'la Vida

### Samlingsskivor
- 2010 – Return (Låtar från Everybody's Darling + 3 nya)
- 2011 – Playlist: Regina Lund (Låtar från första två albumen)
- 2017 – Playlist: Regina Lund på svenska (Spotify spellista med Reginas svenska låtar)

### Medverkar på skivorna
- 2000 – Livet är en Schlager (Kärleksikonen)
- 2001 – Ringtones (Come, Take me)
- 2002 – National Sånger (Hymner från Vågen och EPA:s Torg) (Popens Mussolinis)
- 2005 – Till dom vi skickar tillbaks (Courage)
- 2007 – Melodifestivalen 2007 (Rainbow Star)
- 2008 – Den Flygande Holländaren 2 (Alices snaps)
- 2010 – Howler Monkey Gods - EP (Roadside Sleeping w/ Howler Monkey Gods)
- 2012 – Nils Holgerssons underbara resa (Fria Fåglar)
- 2013 – Artister mot Speciesism (Forgive)

## Övrigt
- 2006 – uppläsare Fyrväktaren
- 2005 – nutid - projektet Universal Intercourse (nu kallat Regina)